# Sówka (skała)

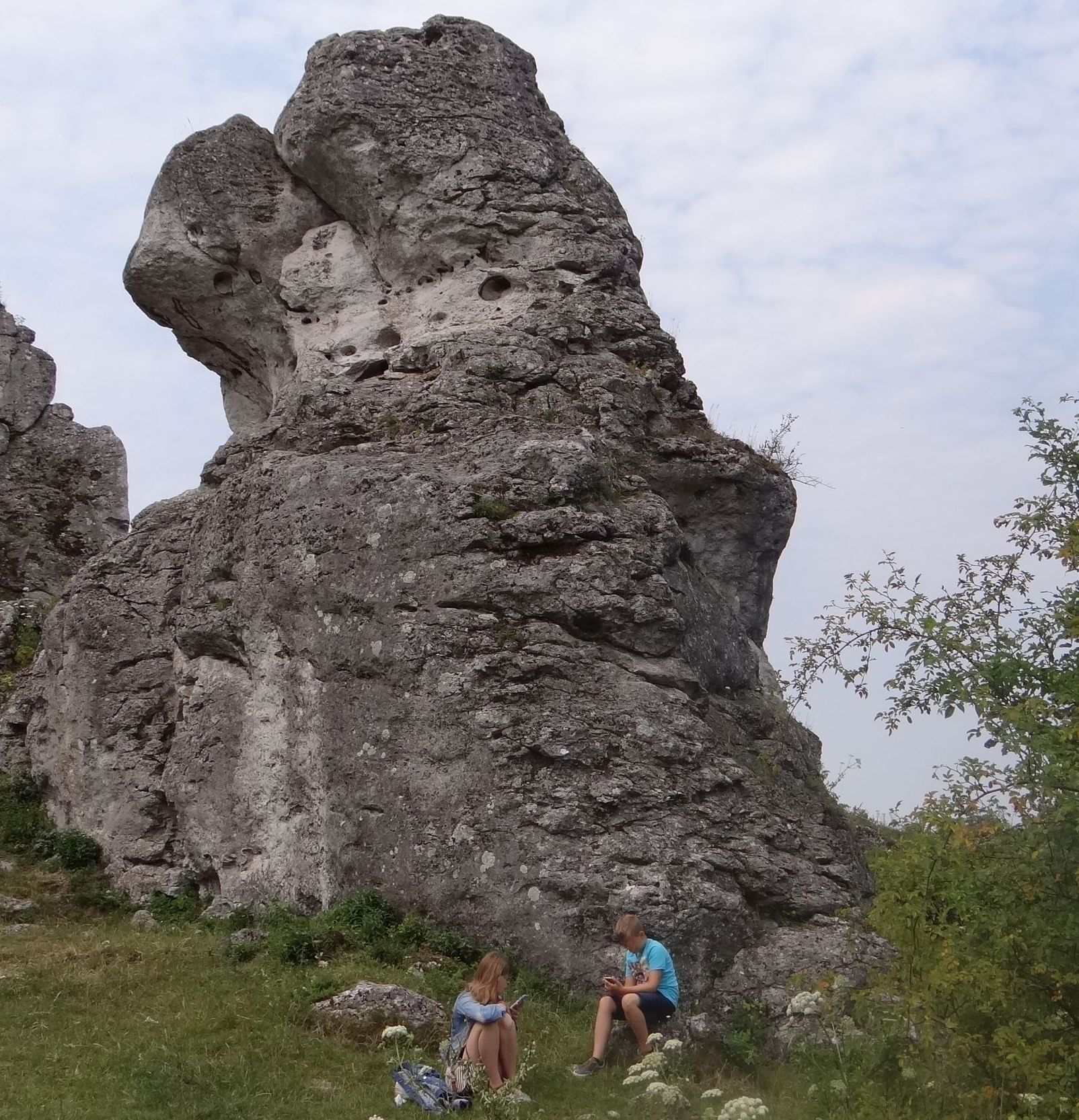

Sówka – skała na wzniesieniu Góra Zborów w miejscowości Kroczyce w województwie śląskim, w powiecie zawierciańskim, w gminie Kroczyce. Wzniesienie to należy do tzw. Skał Kroczyckich i znajduje się w obrębie rezerwatu przyrody Góra Zborów na Wyżynie Częstochowskiej.
Sówka to wapienna skała znajdująca się na otwartym terenie w północnej części zgrupowania skał Góry Zborów. Jej lokalizację podaje tablica zamieszczona przy wejściu do rezerwatu Góra Zborów (podpisana na niej jest jako Sowa). Ma wysokość 8–10 m i połogie, pionowe lub przewieszone ściany z filarem. Wspinacze skalni poprowadzili na niej 9 dróg wspinaczkowych o wystawie zachodniej lub wschodniej i trudności od III do VI.2 w skali Kurtyki. Tylko jedna droga ma zamontowane stałe punkty asekuracyjne; ringi (r) i stanowisko zjazdowe (st). Na pozostałych wspinaczka tradycyjna (trad).
Sówka jest także atrakcją geologiczną. Pokryta licznymi wżerami, a na jej południowej stronie zachował się fragment jaskini z polewami naciekowymi i scementowanymi osadami na spągu.

## Drogi wspinaczkowe
1. Filar Sówki; III, trad, nie wystarczą same ekspresy
2. Lewa Sówka; VI, trad, nie asekrowalna
3. Uhu; VI.2, 4r + st
4. Prawa Sówka; VI, trad, nieasekurowalna
5. Przez Dziuplę; V+, trad, nie wystarczą same ekspresy[4].

## Piesze szlaki turystyczne
Obok Sówki prowadzą 2 szlaki turystyczne.
 Szlak Orlich Gniazd: Góra Janowskiego – Podzamcze – Karlin – Żerkowice – Morsko – Góra Zborów – Zdów-Młyny – Bobolice – Mirów – Niegowa.
 Szlak Rzędkowicki: Mrzygłód – Myszków – Góra Włodowska – Rzędkowickie Skały – Góra Zborów (parking u stóp góry)